# Assaad Bouab
Assaad Bouab (in arabo أسعد بواب‎?; Aurillac, 31 luglio 1980) è un attore francese con cittadinanza marocchina.

## Biografia
Assaad Bouab è nato ad Aurillac da madre francese e padre marocchino; è il fratello minore dell'attore Younes Bouab. Dopo aver trascorso l'infanzia e l'adolescenza in Marocco e aver studiato al Lycée Descartes di Rabat, Bouab si è trasferito a Parigi nel 1998 e ha studiato recitazione al Cours Florent e poi al Conservatoire national supérieur d'art dramatique.
Da allora ha recitato regolarmente al cinema, teatro e televisione. Nel 2015 ha recitato accanto al fratello, Nicole Kidman, James Franco e Robert Pattinson nel film Queen of the Desert. Dal 2017 al 2020 ha interpretato Hicham Janowski nella serie francese Chiami il mio agente!, grazie al quale ha ottenuto visibilità a livello internazionale. In seguito al successo di Dix pour cent, infatti, ha iniziato a recitare in serie televisive britanniche e statunitensi quali The Pursuit of Love - Rincorrendo l'amore, Inventing Anna, Peaky Blinders e Bad Sisters.

## Filmografia (parziale)

### Cinema
- Indigènes, regia di Rachid Bouchareb (2006)
- Whatever Lola Wants, regia di Nabil Ayouch (2007)
- Uomini senza legge (Hors-la-loi), regia di Rachid Bouchareb (2010)
- Queen of the Desert, regia di Werner Herzog (2015)
- Made in France - Obiettivo Parigi (Made in France), regia di Nicolas Boukhrief (2015)
- Ali and Nino, regia di Asif Kapadia (2016)
- Lucas è scomparso (Pour te retrouver), regia di Bruno Garcia (2021)
- Overdose, regia di Olivier Marchal (2022)

### Televisione
- Tout contre Léo – film TV, regia di Christophe Honoré (2002)
- Braquo – serie TV, 6 episodi (2016)
- Chiami il mio agente! (Dix pour cent) – serie TV, 12 episodi (2017-2020)
- Messiah – serie TV, 10 episodi (2020)
- The Pursuit of Love - Rincorrendo l'amore (The Pursuit of Love) – serie TV, 3 episodi (2021)
- Inventing Anna – serie TV, episodio 1x6 (2021)
- Peaky Blinders – serie TV, 2 episodi (2022)
- Bad Sisters – serie TV, 10 episodi (2022)

## Teatro (parziale)
- Un cappello di paglia di Firenze di Eugène Labiche. Salle Bahnini di Rabat (1997)
- Zadig da Voltaire. Mohammed-V National Theater di Rabat (1998)
- Risveglio di primavera di Frank Wedekind. Théâtre-École Florent di Parigi (2002)
- Hippolyte di Robert Garnier. Théâtre du Conservatoire di Parigi (2004)
- Fedra di Jean Racine. Théâtre du Conservatoire di Parigi (2004)
- I pettegolezzi delle donne di Carlo Goldoni. Théâtre du Conservatoire di Parigi (2005)
- L'aratro e le stelle di Seán O'Casey. Nouveau Théâtre di Besançon (2009)
- Tre sorelle di Anton Čechov. Théâtre de l'Odéon di Parigi (2017)
- Phaedra di Simon Stone. National Theatre di Londra (2023)

## Doppiatori italiani
Nelle versioni in italiano delle opere in cui ha recitato, Assaad Bouab è stato doppiato da:
- Roberto Accornero in Queen of the Desert
- Alberto Angrisano in Uomini senza legge
- Carlo Scipioni in Messiah
- Raffaele Proietti in Chiami il mio agente!